# Slowlife
Slowlife är ett svenskt hardcore/metalcore-band från Stockholm. Bandet bildades 2001 och har sedan dess släppt två album och en EP på skivbolaget Worston Records.
Efter en serie spelningar under våren 2013 lades bandet på is. 
Bandet meddelade på sociala medier i januari 2021 att de återupptagit låtskrivandet för att fira sitt 20 årsjubileum med att släppa nytt material.

## Medlemmar

### Senaste medlemmar
- Carl Sillen – trummor (2001–2012, 2021-)
- Mikael Österman – gitarr (2004–2012, 2021-)
- Jonas Stålne – Elbas (2004-2006, 2021-)

## Diskografi

### Demo
- Soundtrack To Violence (2002) (självfinansierad promo)

### Studioalbum
- What You Fear Is What You Get (2006) (Worston Records) [3][4]
- Suicide Lullaby (2011) (Worston Records) [3]

### EP
- Slowlife (2004) (Worston Records) [3][5]